# Paradoxo do advogado
O paradoxo do advogado ou paradoxo de Protágoras é um antigo problema de lógica com raízes na Grécia Antiga. Este paradoxo conta que o sofista Protágoras decidiu processar um dos seus estudantes por não pagamento pelos seus serviços. O aluno recusou-se a pagar os estudos visto não ter ganho ainda nenhum caso em tribunal.
Protágoras argumentou que se ele ganhasse o caso receberia o dinheiro, correspondente aos serviços prestados. Se o aluno ganhasse, seria pago na mesma, visto que, segundo o contrato original, teria ganho o seu primeiro caso.
O aluno, no entanto, argumentou que se ele ganhasse o caso, então, por decisão do tribunal, não teria que pagar a Protágoras. Se não ganhasse, não teria ganho ainda nenhum caso e não teria na mesma que pagar a Protágoras.